# Umeå FC
El Umea FC es un equipo de fútbol de Suecia que juega en la Division 1 Norra, una de las ligas que conforman la tercera división de fútbol en el país.

## Historia
Fue fundado en el año 1987 en la ciudad de Umea, en donde 9 años después llega a la Allsvenskan tras ganar la Division 1 Norra un año antes. Lamentablemente para el club terminaron en 11º lugar en su temporada de debut y descendieron tras perder la serie de playoff ante el Vasteras SK.
Después de su aparición en la máxima categoría del fútbol de Suecia han estado entre la segunda y tercera división desde entonces.
El equipo es más conocido por su equipo de fútbol femenil que jugó 5 finales de la extinta Copa Femenina de la UEFA y de esas 5 finales ganó 2 títulos.

## Palmarés
- Division 1 Norra: 2

1995, 2011
- Division 2 Norrland: 2

2004, 2005

## Clubes Afiliados
- Västerbottens FF.[4]